# Cintulovo, Sliven
Cintulovo (în bulgară Чинтулово) este un sat în comuna Sliven, regiunea Sliven,  Bulgaria. 

## Demografie
Componența etnică a satului Cintulovo
     Bulgari (22,35%)
     Romi (24,82%)
     Nicio identificare (52,81%)
     Altele (0%)
La recensământul din 2011, populația satului Cintulovo era de 1.297 locuitori. Nu există o etnie majoritară, locuitorii fiind romi (24,82%) și bulgari (22,35%). Pentru 52,81% din locuitori nu este cunoscută apartenența etnică.